# Memòria anual
Una memòria anual és un informe amb les activitats dutes a terme per una organització durant un any complet. Sovint es fan servir per a donar informació als accionistes, col·laboradors, clients, membres o altres persones relacionades amb l'entitat, i recull tant la informació d'activitats com la informació financera. Es consideren literatura grisa. La majoria de jurisdiccions requereixen que les organitzacions (associacions, empreses, fundacions) preparin i publiquin informes anuals, i s'incorporin a l'arxiu o al registre de l'organització. Les empreses llistades en una borsa de valors sovint han de fer informes similars amb intervals més curts, trimestrals, per exemple.

## Continguts
Una memòria anual típica inclourà:
- Informació corporativa general
- Informe del director
- Informació sobre la governança
- Informació de la junta
- Informe d'Auditoria
- Declaració de presidents
- L'informe de l'auditor
- Continguts: informació no auditada
- Declaracions financeres, incloent
  - El balanç de situació
  - Declaració d'ingressos
  - Estat de flux d'efectiu
- Estats financers
- Criteris comptables
- Altres característiques

## Història
Es considera que la memòria anual publicada per U.S. Steel el 1903 i certificada per Price, WaterHouse & Co és la primera memòria anual moderna.